# Graham Newberry
Pour les articles homonymes, voir Newberry.
Graham Newberry (né le 7 juin 1998 à Hershey en Pennsylvanie aux États-Unis), est un patineur artistique américano-britannique qui représente le Royaume-Uni. Il est quadruple champion de Grande-Bretagne (2017, 2019, 2022 et 2023).

## Biographie

### Carrière sportive
Graham Newberry remporte d'abord trois fois le titre national junior (2014, 2015 et 2017), puis le titre national senior à quatre reprises (2017, 2019, 2022 et 2023).
Il représente son pays à trois mondiaux juniors (2014  à Sofia, 2015  à Talinn et 2017  à Taipei), quatre championnats européens (2017 à Ostrava, 2019 à Minsk, 2022 à Talinn et 2023 à Espoo) et trois mondiaux seniors (2017 à Helsinki, 2022  à Montpellier et 2023 à Saitama).

### Famille
Il est le fils de Christian Newberry, champion britannique de patinage artistique 1989.

## Palmarès
| Compétition                                        | 2014    | 2015    | 2016    | 2017    | 2018    | 2019    | 2020    | 2021    | 2022    | 2023    |  |  |  |  |
| Jeux olympiques d'hiver                            |         |         |         |         |         |         |         |         |         |         |  |  |  |  |
| Championnats du monde                              |         |         |         | 31e     |         |         | CA      |         | 20e     | 32e     |  |  |  |  |
| Championnats d’Europe                              |         |         |         | 16e     |         | 21e     |         | CA      | 26e     | 23e     |  |  |  |  |
| Championnats de Grande-Bretagne                    |         |         |         | 1er     | 3e      | 1er     | 2e      | CA      | 1er     | 1er     |  |  |  |  |
| Championnats du monde juniors                      | 19e     | 21e     |         | 15e     |         |         |         | CA      |         |         |  |  |  |  |
|                                                    |         |         |         |         |         |         |         |         |         |         |  |  |  |  |
| Grand Prix ISU                                     | 2013/14 | 2014/15 | 2015/16 | 2016/17 | 2017/18 | 2018/19 | 2019/20 | 2020/21 | 2021/22 | 2022/23 |  |  |  |  |
| Coupe de Chine                                     |         |         |         |         |         |         |         |         |         | 11e     |  |  |  |  |
| Légende : F = Forfait ; CA = Compétitions annulées |         |         |         |         |         |         |         |         |         |         |  |  |  |  |